# Galium glabrescens
Galium glabrescens là một loài thực vật có hoa trong họ Thiến thảo. Loài này được (Ehrend.) Dempster & Ehrend. mô tả khoa học đầu tiên năm 1965.